# Nazanin Aghakhani
Nazanin Aghakhani (persisch نازنین آقاخانی; * 22. April 1980 in Wien, Österreich) ist eine Dirigentin und Pianistin. Von 2010 bis 2012 war sie die musikalische Leiterin des Akademischen Sinfonieorchesters München.

## Leben
Aghakhani wurde in eine persische Familie geboren und erhielt seit ihrem achten Lebensjahr Klavierunterricht. Zur Schule ging sie ans Musikgymnasium Wien. Ab dem zwölften Lebensjahr studierte sie klassisches Klavier am Wiener Konservatorium bei Karl Barth und Meira Farkas. Ab 1992 studierte sie Kontrapunkt und dirigieren bei Thomas Christian David und setzte diese Studien zunächst an der Universität für Musik und darstellende Kunst in Wien bei Erwin Acel und Leopold Hager, dann in der Königlichen Musikhochschule Stockholm bei Jorma Panula fort. In Stockholm beginnt Nazanin Aghakhani mit der Komposition von elektroakustischer Musik unter der Leitung von Bill Brunson und Fredrik Hedelin. Im Jahr 2008 beendete Aghakhani ihren Master of Arts an der Sibelius-Akademie, wo sie bei Leif Segerstam dirigieren studierte.
Aghakhani hat finnische, österreichische und schwedische Orchester und Ensembles dirigiert. Sie hat schwedische Jugendorchester unterrichtet und eigene Kompositionen in ganz Europa aufgeführt. Sie debütierte als Dirigentin beim Musica Nova Festival 2007, einer jährlichen Veranstaltung für zeitgenössische Musik in Helsinki, wo sie 2008 und 2009 erneut eingeladen wurde.
2008 hat Aghakhani Kompositionen junger europäischer Komponisten bei Wien Modern, den Wiener Festwochen für zeitgenössische Musik, uraufgeführt, ist Mitglied der Jury des Ung Nordisk Music Festivals für junge skandinavische Komponisten und war stellvertretender Dirigent für Mozarts Don Giovanni bei den Salzburger Festspielen in Österreich.
Im Jahr 2010 war Aghakhani die erste weibliche Dirigentin, die im Iran mit dem Teheran Symphony Orchestra auftrat.
Neben der Leitung und Erziehung von Kindern trat Aghakhani weiterhin als Pianistin auf und nahm mehrere Alben ihrer eigenen Kompositionen auf, die vom österreichischen Klavierbauer Bösendorfer gesponsert wurden.
Im Jahr 2018 trat Aghakhani mit dem Orchester und Chören des Musikgymnasium Wiens, ihrer ehemaligen Schule, im Goldenen Saal des Wiener Musikvereins auf.